# La Chapelle-sur-Coise
La Chapelle-sur-Coise é uma comuna francesa na região administrativa de Auvérnia-Ródano-Alpes, no departamento de Ródano. Estende-se por uma área de 6,58 km². Em 2010 a comuna tinha 583 habitantes (densidade: 88,6 hab./km²).